# Giulio Polluce
Giulio Polluce (in greco antico: Ἰούλιος Πολυδεύκης?, Ioúlios Polydeúkēs; Naucrati, ... – Atene, ...; fl. 183) è stato un grammatico e lessicografo greco antico.

## Biografia
Nato nell'antico Egitto, Polluce fu, ad Atene, discepolo del retore Adriano di Tiro, che sostituì nell'esercizio della cattedra di retorica alla sua morte (intorno al 192). Tra i suoi avversari spiccano Luciano di Samosata e Frinico Arabio, contrari al suo genere di eloquenza.
Polluce morì durante il regno di Commodo (177-192) all'età di cinquantotto anni.

## Opere
La sua produzione è per gran parte frammentaria. L'unica opera pervenutaci con estratti considerevoli è l'Ὀνομαστικὸν ἐν βιβλίοις ί (abbreviato in Ὀνομαστικὸν, Onomastikón), scritto intorno al 170 d.C. (pubblicato prima del 177 d.C.) e dedicato all'imperatore Commodo, suo allievo.. Si tratta di un elenco di vocaboli e di sinonimi ordinati per argomento e distribuiti in dieci libri, accompagnati da esempi e brevi spiegazioni delle voci. Particolarmente famose sono le sezioni riguardanti le maschere e i costumi greci (IV libro). Sebbene l'opera sia successiva al periodo classico del teatro greco cui molte voci dell'opera fanno riferimento, l'Onomastikón rappresenta una fonte di informazioni preziosa per la storia del teatro ma anche per la storia degli usi, delle tradizioni e del folklore in generale.
L'opera, composta da dieci libri, tratta rispettivamente:
I. Degli dèi e del loro culto, dei re, della sollecitudine e dell'indolenza, delle tinture, del commercio e dei manufatti, della fertilità e del suo opposto, del tempo e della divisione dell'anno, delle case, delle navi, della guerra, dei cavalli, dell'agricoltura, dell'aratro e del carro, e delle api; 

II. Dell'uomo, delle parti del corpo;

III. Delle relazioni, della vita politica, degli amici, dell'amore per la patria, dell'amore, delle relazioni tra il maestro e lo schiavo, delle monte, del viaggio;

IV. Delle varie conoscenze della scienza, delle maschere e dei costumi greci;

V. Della caccia, degli animali;

VI. Dei pasti, dei nomi dei crimini;

VII. Dei differenti commerci

VIII. Della corte, dell'amministrazione della giustizia

IX. Delle città, degli edifici, delle monete, dei giochi

X. Dei vari tipi di vasi.
Sono stati in particolare studiati la struttura dell'Onomasticon, partendo dalle sezioni monetali, la tecnica di composizione ed il passaggio dai testi ai vocabolari, la sinonimia, l‘organizzazione per strisce sinonimiche, la fortuna di Polluce presso i sinonimisti francesi.